# Kasztel Bocian w Palúdzce

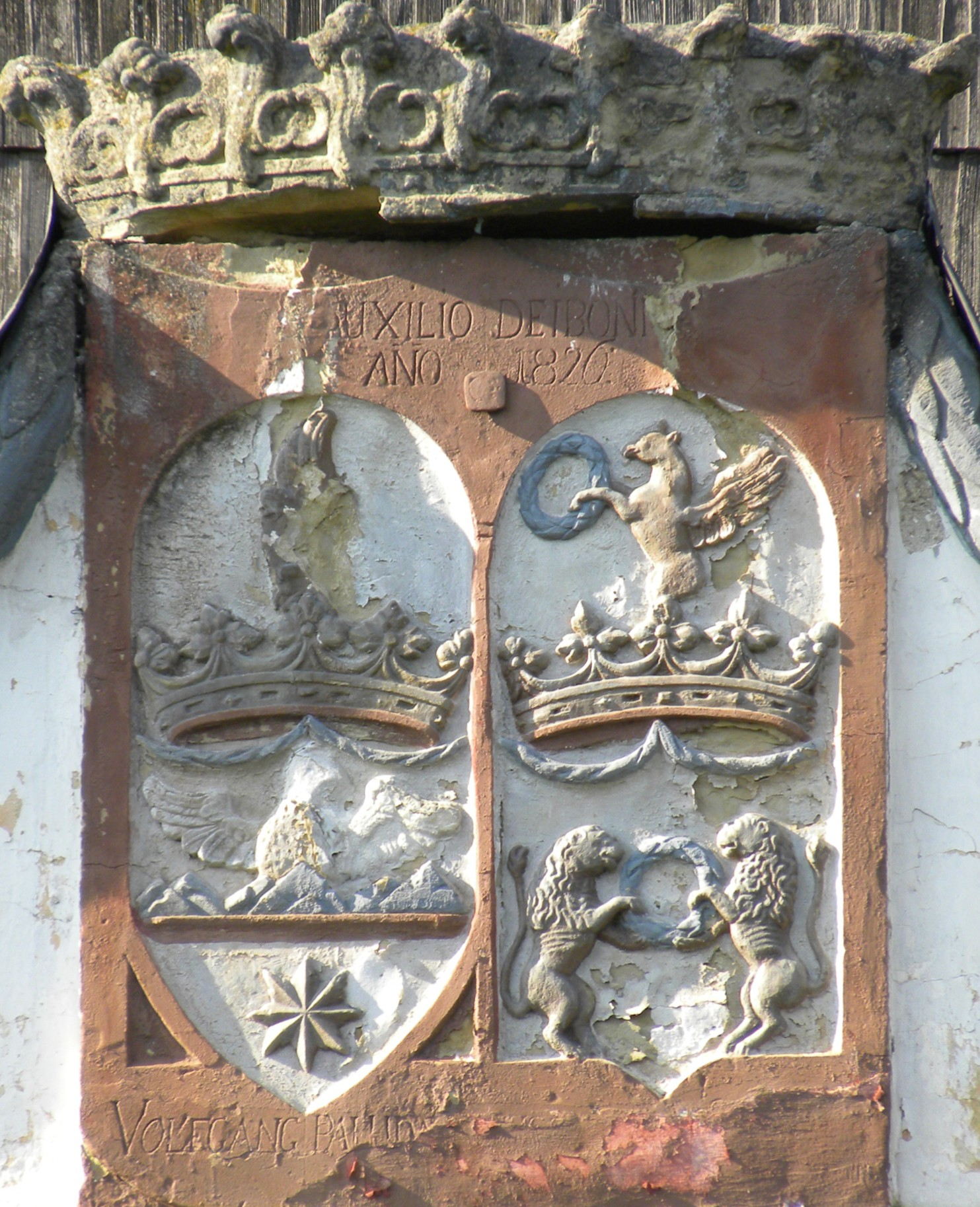
Kartusz z herbami Farkasa (Wolfganga) Palugyaya i Johanny Pletrich z fasady kasztelu

Kasztel Bocian (słow. kaštieľ Bocian, Palugyayovský kaštieľ) – dawny, XVIII-wieczny dwór ziemiański w typie kasztelu, znajdujący się w byłej liptowskiej wsi Palúdzka (obecnie w granicach Liptowskiego Mikułasza) w północnej Słowacji. Znajduje się na północ od kościoła ewangelickiego.
Pierwotny kasztel zbudowała w tym miejscu rodzina Palugyayów (Paludzkich) ok. połowy XVII w. w stylu późnorenesansowym. Obecnie rokokowo-klasycystyczny z końca XVIII w. Murowany na rzucie prostokąta, piętrowy, nakryty wydatnym dachem mansardowym krytym gontem. Dyspozycja wnętrz 3-traktowa. Wejście zaznacza mocno wysunięty przed czoło dwukondygnacyjny ryzalit z narożnymi pilastrami, z otwartą arkadą w przyziemiu, zwieńczony późnobarokowym, cebulastym hełmem. Fasady, odpowiednio 6- i 3-osiowe, dzielone pilastrami. Otwory okienne prostokątne, w profilowanych opaskach. W szczycie umieszczony rzeźbiony kartusz z herbami Farkasa (Wolfganga) Palugyaya i Johanny Pletrich.
Wnętrza przebudowane po 1945 r. W 1963 r. objęty ochroną jako zabytek kultury (słow. kultúrna pamiatka), obecnie chroniony jako narodowy zabytek kultury (słow. národná kultúrna pamiatka). Po kolejnej przebudowie z 1985 r. użytkowany jako hotel.
Obok kasztelu spichlerz z połowy XIX w. Murowany na rzucie prostokąta, nakryty dwuspadowym dachem naczółkowym, krytym dachówką. Fasady klasycystyczne, ze ślepymi arkadami i wysuniętym portykiem. Do dziś mieści się na nim gniazdo bociana białego. Według tradycji ptaki te od początku gnieździły się w obrębie posiadłości i stąd pochodzi jej nazwa.